# Camponotus errabundus
Camponotus errabundus är en myrart som beskrevs av Arnold 1949. Camponotus errabundus ingår i släktet hästmyror, och familjen myror. Inga underarter finns listade.